# Petka (Lazarevac)
Petka es un pueblo ubicado en la municipalidad de Lazarevac, en el distrito de Belgrado, Serbia.

## Superficie
Posee una superficie de 8,691 kilómetros cuadrados.

## Demografía
Hasta 2011 la población era de 1422 habitantes, con una densidad de población de 163,6 habitantes por kilómetro cuadrado.